# 도요오카촌 (후쿠오카현)
도요오카촌(豊岡村)은 후쿠오카현 야메군에 설치되었던 촌이다. 현재의 야메시에 해당한다.